# David Garrett
David Christian Bongartz (født 4. september 1980), bedre kendt under sit kunstnernavn David Garrett, er en tysk violinist der spiller klassisk musik og crossovermusik.

## Diskografi

### Studio album
- 1995: Mozart: violin concertos (med Claudio Abbado)
- 1995: Violin Sonata
- 1997: Paganini Caprices
- 1997: Tchaikovsky, Conus: Violin Concertos
- 2002: Pure Classics
- 2007: Free
- 2007: Virtuoso
- 2008: Encore
- 2009: David Garrett
- 2009: Classic Romance
- 2010: Rock Symphonies
- 2011: Legacy
- 2012: Music
- 2013: 14
- 2013: Garrett vs. Paganini
- 2014: Caprice
- 2014: Timeless – Brahms & Bruch Violin Concertos (med Zubin Mehta & Israel Philharmonic Orchestra)
- 2015: Explosive
- 2017: Rock Revolution
- 2018: Unlimited – Greatest Hits
- 2020: Alive: My Soundtrack

### Andre album
- Nokia Night of the Proms (2004)
- The New Classical Generation 2008 (2008)

### Medvirkende
- 2008: Tenor at the Movies – "Parla Più Piano" (theme from The Godfather) og "Se" (tema fra Cinema Paradiso) med Jonathan Ansell
- 2008: A New World – "Cinema Paradiso" med Will Martin

### DVD
- David Garrett: Live - In Concert & In Private (2009)
- David Garrett: Rock Symphonies – Open Air Live (2011)
- David Garrett: Legacy Live in Baden Baden (2011)
- David Garrett: Music – Live in Concert (2012)

## Anerkendelse og priser
- Radio Regenbogen Award, March 2008
- Echo Classics, Classic without borders, October 2008
- GQ Award Man of the Year category music, November 2008
- Goldene Feder, May 2009
- Goldener Geigenbogen, May 2009
- Golden Camera, Best Music International, January 2010
- World's Fastest Violinist, Guinness World Record, May 2008 to December 2011
- Bambi Awards, category Classic (14.11.2013)
- Frankfurter Musikpreis, 2017